# List Jakuba do Kwadratusa
List Jakuba biskupa Jerozolimy do Kwadratusa – apokryficzny tekst Nowego Testamentu w formie listu, powstały około III–IV wieku. Jego rzekomym autorem jest Jakub Sprawiedliwy.

## Charakterystyka
Apokryf zachował się w wersji syryjskiej i ormiańskiej. W 1896 roku Jakob Daschean opublikowany tekst ormiański, natomiast w roku 1904 Ignacy Efrem II Rahmani opublikował wersję syryjską i przetłumaczył ją na łacinę. Ormiańska wersja została przetłumaczona przez Paula Vettera na język niemiecki. Zdaniem Felixa Haasego i Roelofa van den Broeka wersja ormiańska może być przekładem z syryjskiego albo greckiego.
Według Felixa Haasego autor apokryfu znał Apologię Kwadratusa z Aten. Haase zwrócił uwagę na sympatię autora apokryfu do pogan i kwestię wiary Gamaliela i wyciągnął stąd wniosek, że List Jakuba do Kwadratusa powstał około 300 roku w środowisku nieżydowskim. Roelof van den Broek stwierdził natomiast, iż apokryf powstał w środowisku judeochrześcijańskim, na co wskazywać miałaby wiodąca w tekście rola Jakuba biskupa Jerozolimy w Kościele, ważniejsza nawet od Pawła. Witold Witakowski przesuwa powstanie apokryfu na okolice roku 400, sugerując powstanie tego listu w Syrii bądź Mezopotamii.

## Treść
List rozpoczyna się od wstępu, w którym zostaje zaznaczone, iż list ten został wysłany przez Jakuba do Kwadratusa w Italii. Podany jest również powód korespondencji, mianowicie prośba o powiadomieniu o zarządzeniu Tyberiusza w sprawie Żydów, którzy ukrzyżowali Chrystusa. Następnie Jakub wychwala Kwadratusa za jego wysiłki, w tym dysputy z Żydami. Podnosi kwestię przekupienia strażników grobu Jezusa przez przywódców żydowskich. Na skutek przyjęcia łapówki przez strażników Piłat uwięził ich i napisał list do Tyberiusza z powiadomieniem o ukrzyżowaniu Jezusa, króla Żydów. Następuje prośba Jakuba do Kwadratusa o informacje w sprawie postanowienia cesarza w tym względzie oraz wysłanie odpisu listu do różnych Kościołów i osób.
Następnie Jakub wspomina, iż żydowscy uczeni w Piśmie – Filip, Seneka, Justus i Lewi – przyszli do niego, aby się ochrzcić. Dodaje także, iż Gamaliel nie zaprzecza boskości Chrystusa, jednak nie wyznaje Go otwarcie, zachowując milczenie. Apokryf sugeruje, iż Gamaliel był naocznym świadkiem wniebowstąpienia Jezusa. Następuje krótka nauka o ofierze ciała i krwi Chrystusa, która zastąpiła ofiary żydowskie i przez którą Bóg odebrał kapłaństwo Żydom na rzecz chrześcijan. List kończy się pozdrowieniami.